# Sparganopseustis geminorum
Sparganopseustis geminorum es una especie de polilla del género Sparganopseustis, categorizada en la tribu Sparganothini, de la subfamilia Tortricinae. Fue descrita por Meyrick en 1932.
Fue publicada en Exotic Microlepid. 4: 263. Se distribuye por América Central: Costa Rica, en el parque nacional Palo Verde.